# 罗源湾
罗源湾位于福建省东北部沿海，北邻三都澳，南隔黄岐半岛与闽江口连接，整个海湾由罗源县碧里半岛和连江县黄岐半岛环抱而成，形似倒葫芦状，口小腹大，风平浪静，水深条件好，自然地理条件得天独厚，是福建省6个天然深水良港之一，其中北岸港区拥有25km以上的深水岸线，平均水深达40m以上，可建设3~50万吨级码头60多个。海湾北岸顶部已围成的松山、白水两大围垦区土地面积近5万亩，加上附近可围垦的牛坑约2.5万亩浅海滩涂，可形成近8万亩海峡西岸不可多得、可供成片开发的临海工业建设用地。